# Kastanjemus
De kastanjemus (Passer eminibey) is een zangvogel uit de familie van mussen (Passeridae).

## Verspreiding en leefgebied
Deze soort komt voor in oostelijk Afrika, met name van zuidelijk Soedan en zuidwestelijk Ethiopië tot Oeganda, Somalië en noordelijk Tanzania.